# Орлови нокти
Орлови нокти (Lonicera caprifolium) позната још као козја крв или божје дрвце је вишегодишња декоративна и љековита биљка.

## Станиште и узгој
Козја крв је распрострањена на подручју западне Азије, југоисточне Европе и сјевероисточне Сјеверне Америке. Расте на свјежим до сувим, дубљим земљиштима свијетлих листопадних и мјешовитих шума до 1500. метара надморске висине. Често се узгаја као украсна биљка у парковима, али и у ширим жардињерама при чему је потребно користити хумусну земљу. Уколико се сади у парковима, треба бити одвојена од других биљака јер се врло брзо шири. Како спада међу биљке пузавице, често се користи за прекривање неугледних зидних површина. Не препоручује се орезивање биљке у вријеме цвјетања, док је након цвјетања орезивање неопходно. У зимским условима потребно је скратити биљку на висину 50-60 cm. Резнице дужине око 20 центиметара се могу посадити у влажно земљиште, а размножавање се може обављати и сјеменом.

## Карактеристике
Орлови нокти су вишегодишња биљка. Стабљика расте вијугаво у смјеру казаљке око других биљака и може да нарасте од 5 до 10 m висине. Кора временом добија свијетлосмеђу до тамносмеђу боју и љушти се у танким тракама. Листови су једноставни, дуги од 3-10 cm, а широки 2-6 cm. Лице листова је тамнозелено и голо, док се наличје одликује сивкастом до плавозеленом бојом. Доњи листови су елипсоидног облика, док горњи срастају међусобно. Гранчице су свијетлозелене или неких љубичастих нијанси, шупље, чекињасто длакаве или голе. Од раног прољећа до касне јесени могуће је уочити цвјетове који могу бити појединачни, распоређени дуж стабљике, али су чешће груписани у гроздове. Постоје различите боје цвјетова, али мирис је пријатан и слаткаст због чега привлачи пчеле.
По завршетку цвјетања, на биљци се образују ситне, јајолике црвене бобице. Оне су дуге око 8 милиметара и садрже неколико жутосмеђих сјеменки, а дозријевају у јулу и августу и честа су храна птицама.

## Љековита својства
Само двије сродне врсте орлових ноктију се употребљавају у медицинске сврхе — европски (Lonicera periclymenum) и јапански (Lonicera japonica). Цвијет се користи за лијечење сраних мана, отежаног мокрења и кашља. Суви или свјежи цвијет, популарно је кориштен у кинеској традиционалној медицини због својих изражених антибактеријских и антивирусних својства. Лист се користи код проблема са знојењем, надимањем, као и за испирање рана.
Такође, биљка се користи за дигестивне поремећаје, инфекције дисајних путева, грозницу, различите врсте вирусних и бактеријских инфекција, али и код упала и свраба коже.

## Штетна дејства
Орлови нокти спадају у хладну групу љековитих биљака, што значи да нису препоручени за дугорочно кориштење, осим у љетним данима за спречавање пролива. Такође се не препоручују особама које имају слабу физичку кондицију, као ни женама за вријеме менструалног циклуса јер могу изазвати негативне посљедице.
Плод орлових ноктију, црвене бобице су отровни. Изазивају повраћање, болове у желуцу, крвави пролив, грчеве, убрзан рад срца, а у тежим стањима може довести до смрти.